# 28 км (зупинний пункт)
28 кіломе́тр — пасажирська зупинна залізнична платформа Запорізької дирекції Придніпровської залізниці на лінії Чаплине — Пологи.
Платформа розташована поблизу сіл Писанці та Новоскелювате Покровського району Дніпропетровської області між станціями Мечетна (5 км) та Гайчур (16 км).
На платформі зупиняються дизельпотяги.